# Mbanga (Akom II)
Pour les articles homonymes, voir Mbanga.
Mbanga est un village du Cameroun situé dans la région du Sud et le département de l'Océan. Il fait partie de la commune d'Akom II.

## Population
En 1967, le village comptait 223 habitants, principalement des Boulou.
Lors du recensement de 2005, on y a dénombré 446 personnes.